# Астајак
Астајак (фр. Astaillac) насеље је и општина у централној Француској у региону Лимузен, у департману Корез која припада префектури Бриве ла Гајар.
По подацима из 2011. године у општини је живело 222 становника, а густина насељености је износила 30,2 становника/km². Општина се простире на површини од 7,35 km². Налази се на средњој надморској висини од 202 метара (максималној 306 m, а минималној 128 m).

## Демографија
| 1962. | 1968. | 1975. | 1982. | 1990. | 1999. | 2011. |
| ----- | ----- | ----- | ----- | ----- | ----- | ----- |
| 270   | 276   | 250   | 258   | 225   | 220   | 222   |

График промене броја становника у току последњих година